# Macrocentrus coloradensis
Macrocentrus coloradensis är en stekelart som beskrevs av Elbert Halvor Ahlstrom 2005. Macrocentrus coloradensis ingår i släktet Macrocentrus och familjen bracksteklar. Inga underarter finns listade i Catalogue of Life.